# صومعه سلطنتی سان خوان د لا پنیا

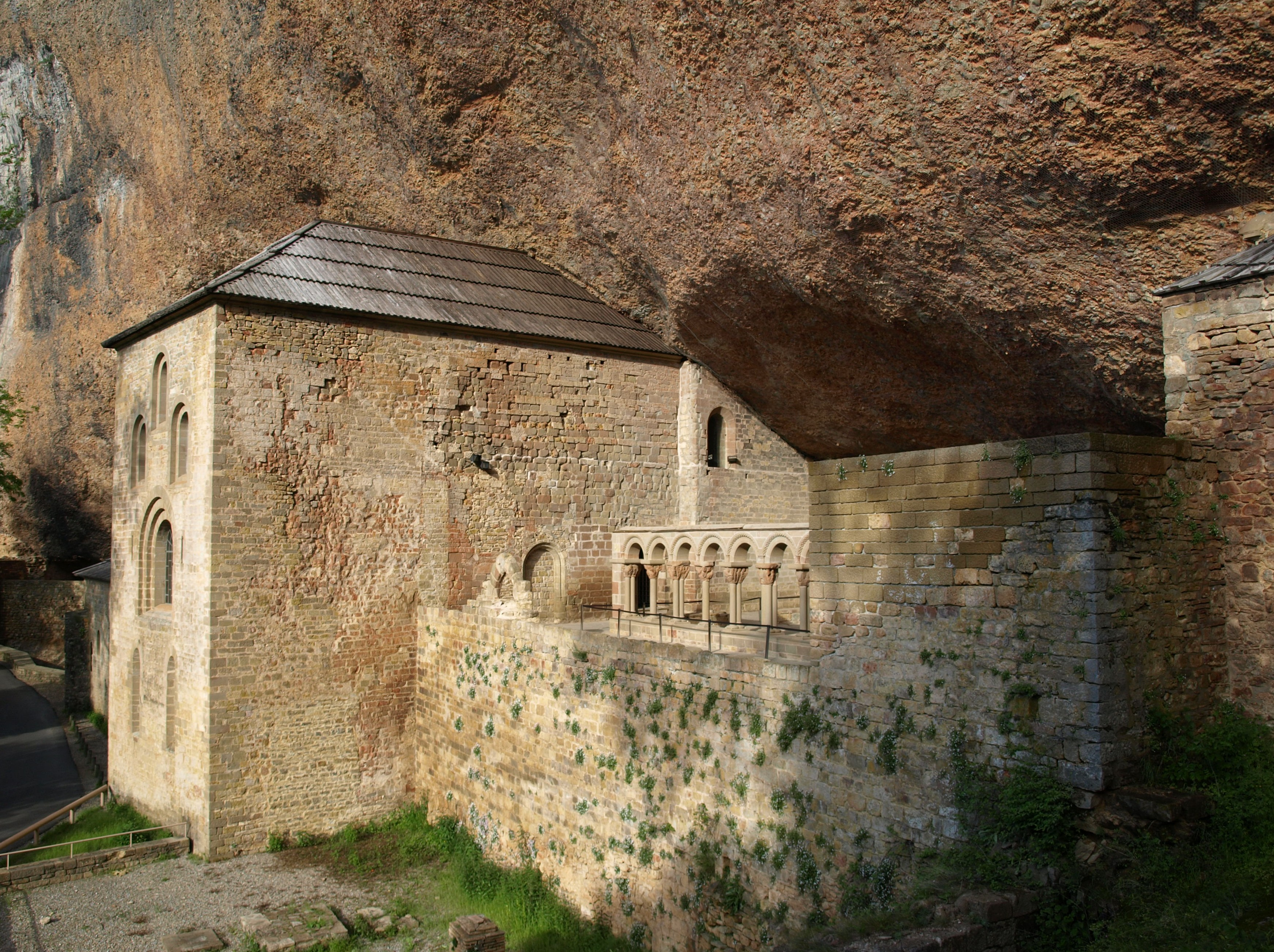
صومعه سلطنتی سان خوان د لا پنیا.

صومعه سلطنتی سان خوان د لا پنیا (انگلیسی: Royal Monastery of San Juan de la Peña) یک مجموعه مذهبی است که در شهر سانتا کروز د لا سروس، در جنوب‌غربی شهر خاکا در استان اوئسکا، اسپانیا قرار دارد. این صومعه در دوران قرون وسطی یکی از مهم‌ترین صومعه‌های منطقه آراگون به‌شمار می‌رفت. کلیسای دوطبقه این صومعه بخشی از خود را در دل صخره عظیمی که بالای آن قرار دارد، کنده‌کاری کرده است. نام سان خوان د لا پنیا به معنای «سان خوآنِ صخره» یا «سان خوآنِ پرتگاه» است.
صومعه جدید سان خوان د لا پنیا در سال ۱۷۰۵ بر روی فلاتی در ارتفاع بالاتر ساخته شد.
کلیسای پایینی هنوز عناصری از هنر معماری مستعربی (سبکی مربوط به مسیحیان تحت حکومت مسلمانان اندلس) را در خود حفظ کرده است، هرچند بخش اعظم بنا (از جمله صحن چشمگیر صومعه در زیر صخره) به سبک معماری رمانسک ساخته شده‌اند. پس از آتش‌سوزی سال ۱۶۷۵، صومعه‌ای جدید بنا گردید. صومعه قدیمی که ساخت آن به سال ۹۲۰ بازمی‌گردد، در تاریخ ۱۳ ژوئیه ۱۸۸۹ به‌عنوان بنای ملی اعلام شد و صومعه جدید نیز در سال ۱۹۲۳ به این مقام رسید. در قرن یازدهم، این صومعه به مجموعه صومعه‌های فرقه بندیکت پیوست و نخستین صومعه در اسپانیا بود که مراسم عشای ربانی را به زبان لاتین برگزار کرد.
صحن (کلوستر) صومعه که حدود سال ۱۱۹۰ ساخته شد، مجموعه‌ای از سرستون‌هایی با صحنه‌های کتاب مقدس دارد که در ابتدا به‌صورت روایی و به ترتیب زمانی چیده شده بودند، طرحی که در نقاط دیگر این منطقه نیز مشاهده می‌شود.
این صومعه در زیر صخره‌ای عظیم ساخته شده که گاه با کوه افسانه‌ای «مونته پانو» مرتبط دانسته می‌شود. طبقه دوم صومعه شامل آرامگاه سلطنتی پادشاهان آراگون و ناوارا است. اتاق فعلی که با سنگ مرمر و مدالیون‌های گچی که به نبردهای تاریخی اشاره دارند تزئین شده، در دوران سلطنت کارلوس سوم اسپانیا در سال ۱۷۷۰ طراحی و ساخته شد. در این مکان آرامگاه پادشاهان زیر قرار دارد: رامیرو یکم، سانچو رامیرس، و پدرو یکم از آراگون و ناوارا.
افسانه‌ای وجود دارد که بر اساس آن جام مقدس (جام آخرین شام مسیح) برای محافظت در برابر حمله مسلمانان به شبه‌جزیره ایبری، به این صومعه منتقل شد. گفته می‌شود همان جامی است که بعدها در سال ۱۴۳۸ توسط آلفونسوی پنجم، پادشاه آراگون به کلیسای جامع والنسیا اهدا شد.
این صومعه همچنین نام خود را به وقایع‌نامه سن خوآن د لا پِـنیا داده است؛ اثری تاریخی که بخشی از پژوهش و نگارش آن در همین مکان انجام شده است.

## نگارخانه

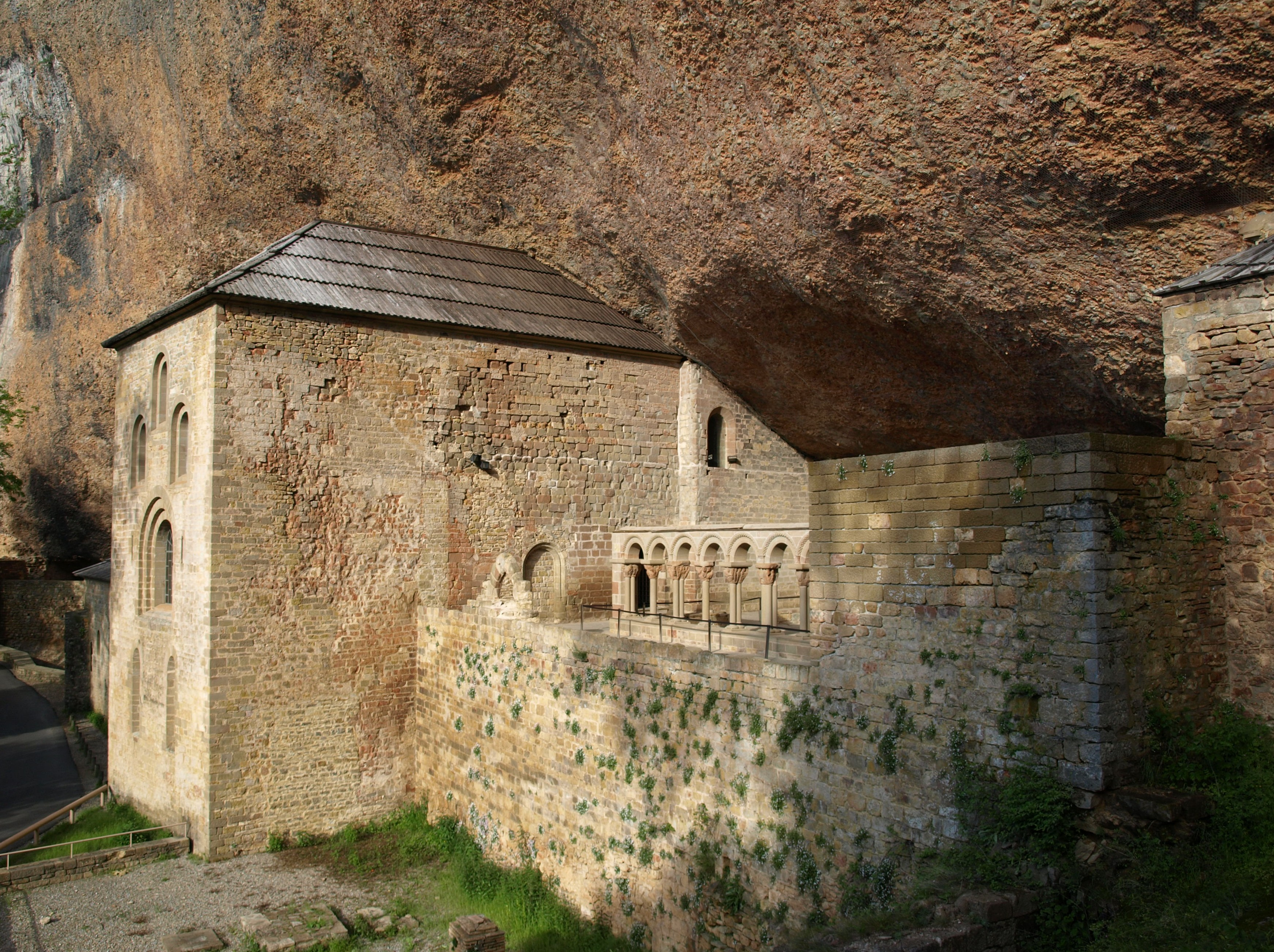
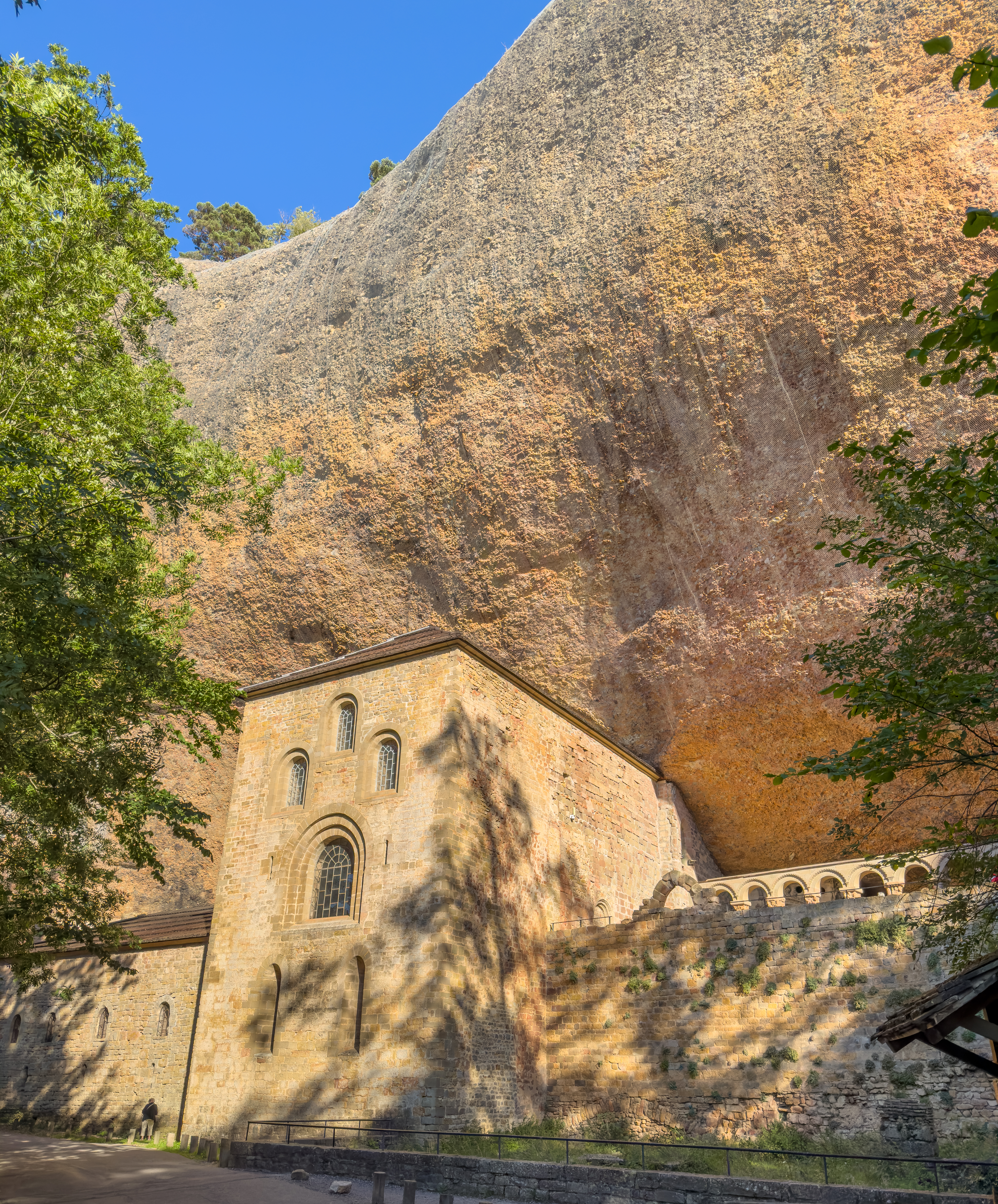
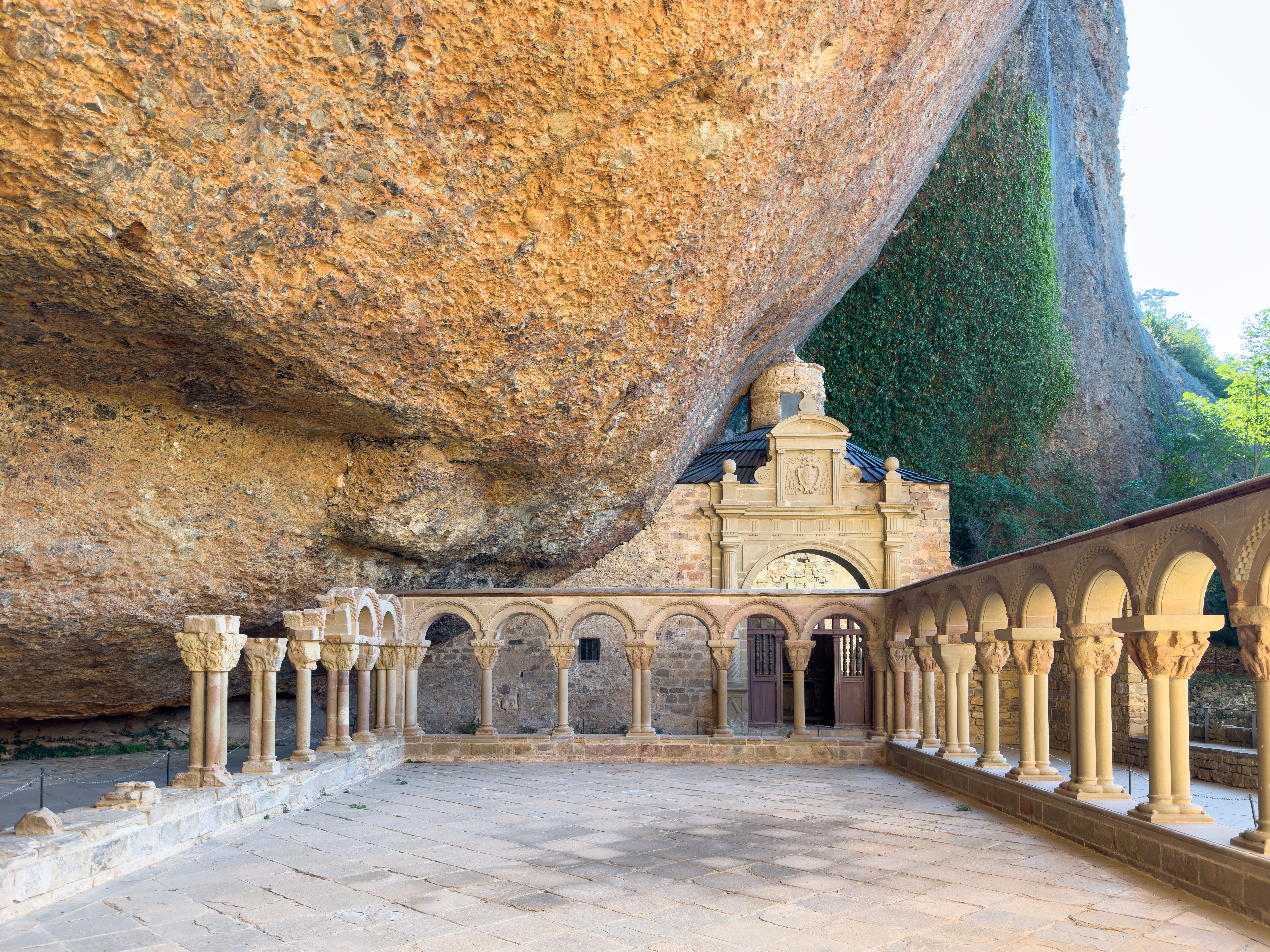
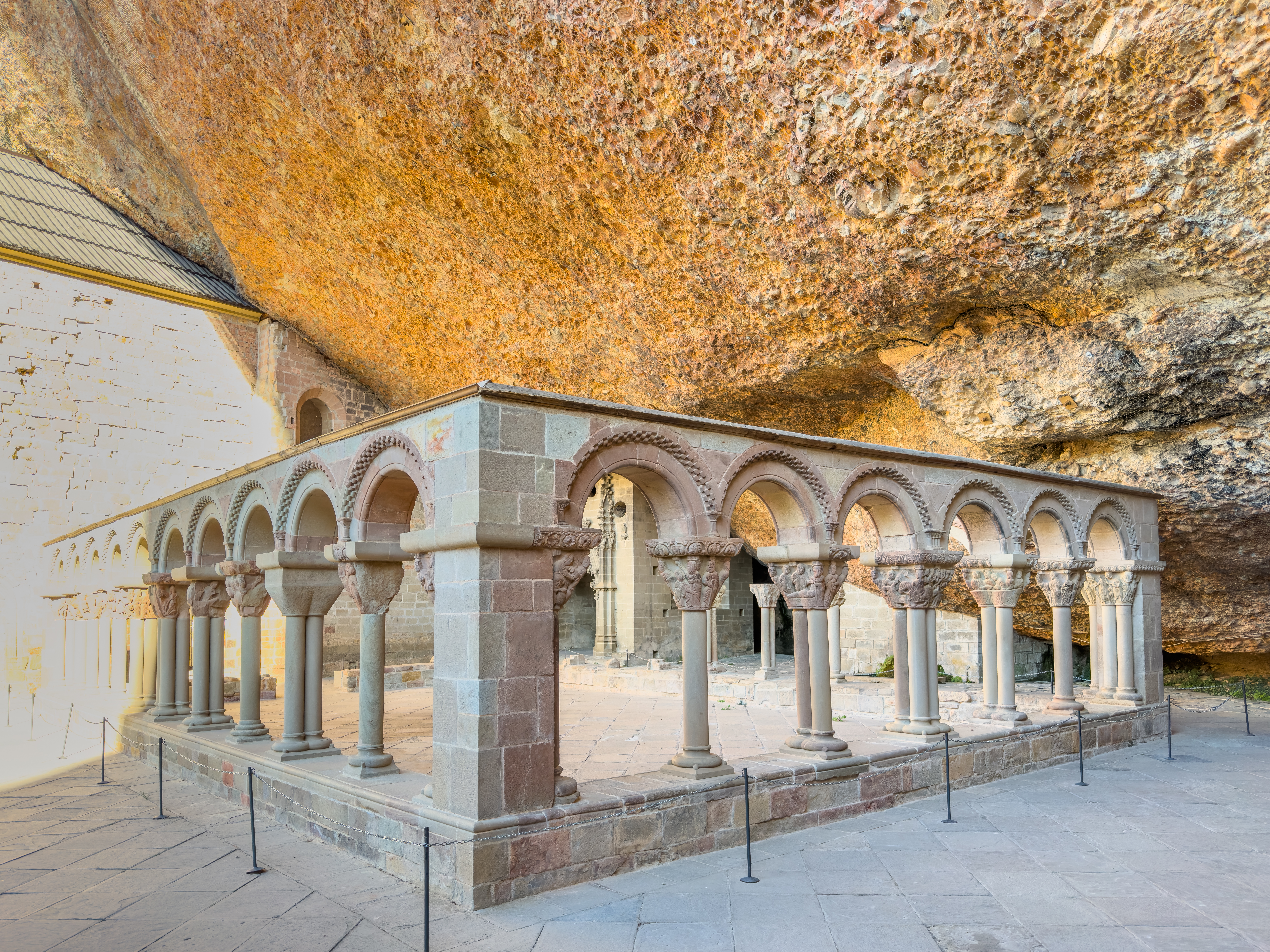
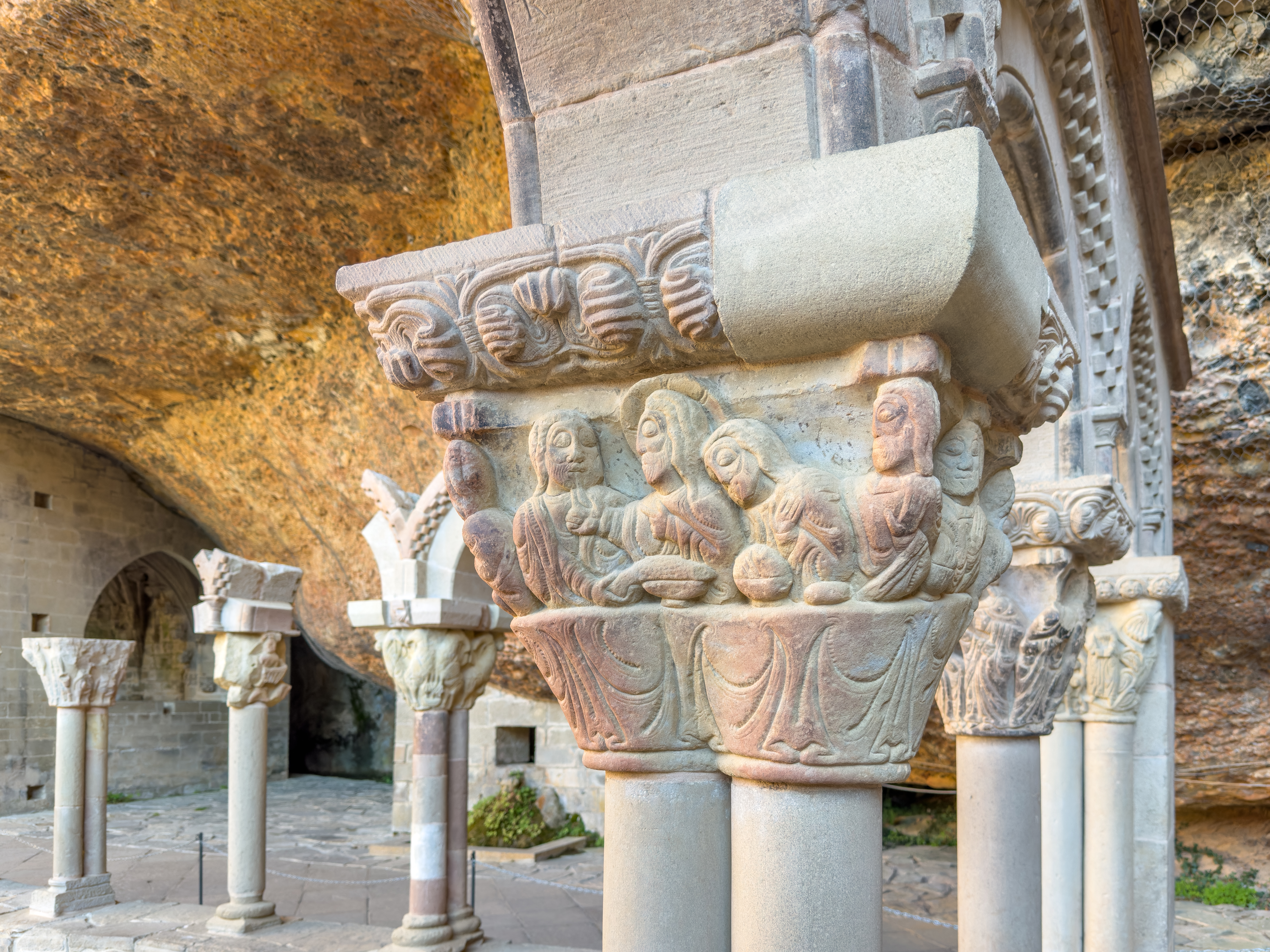
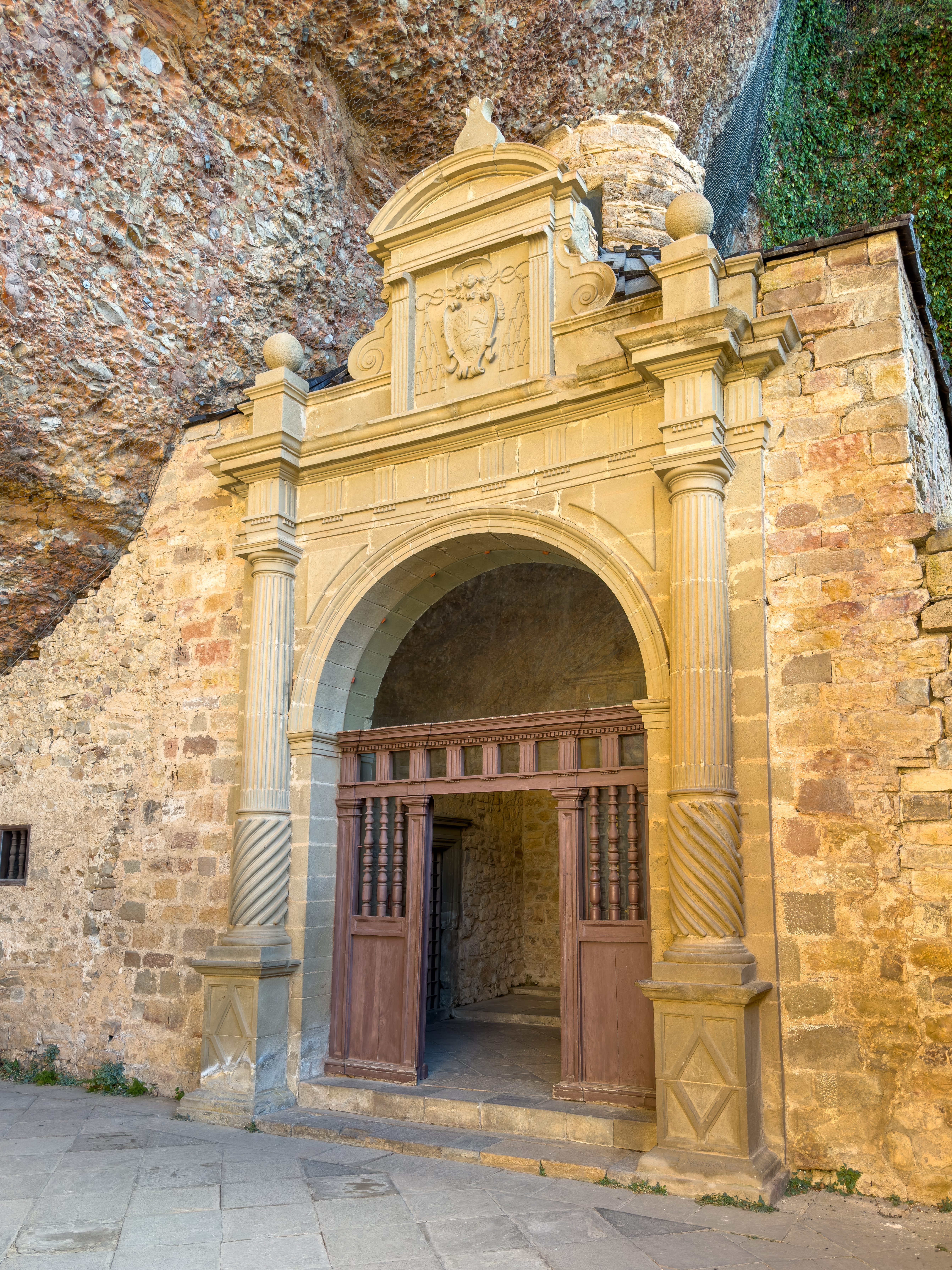
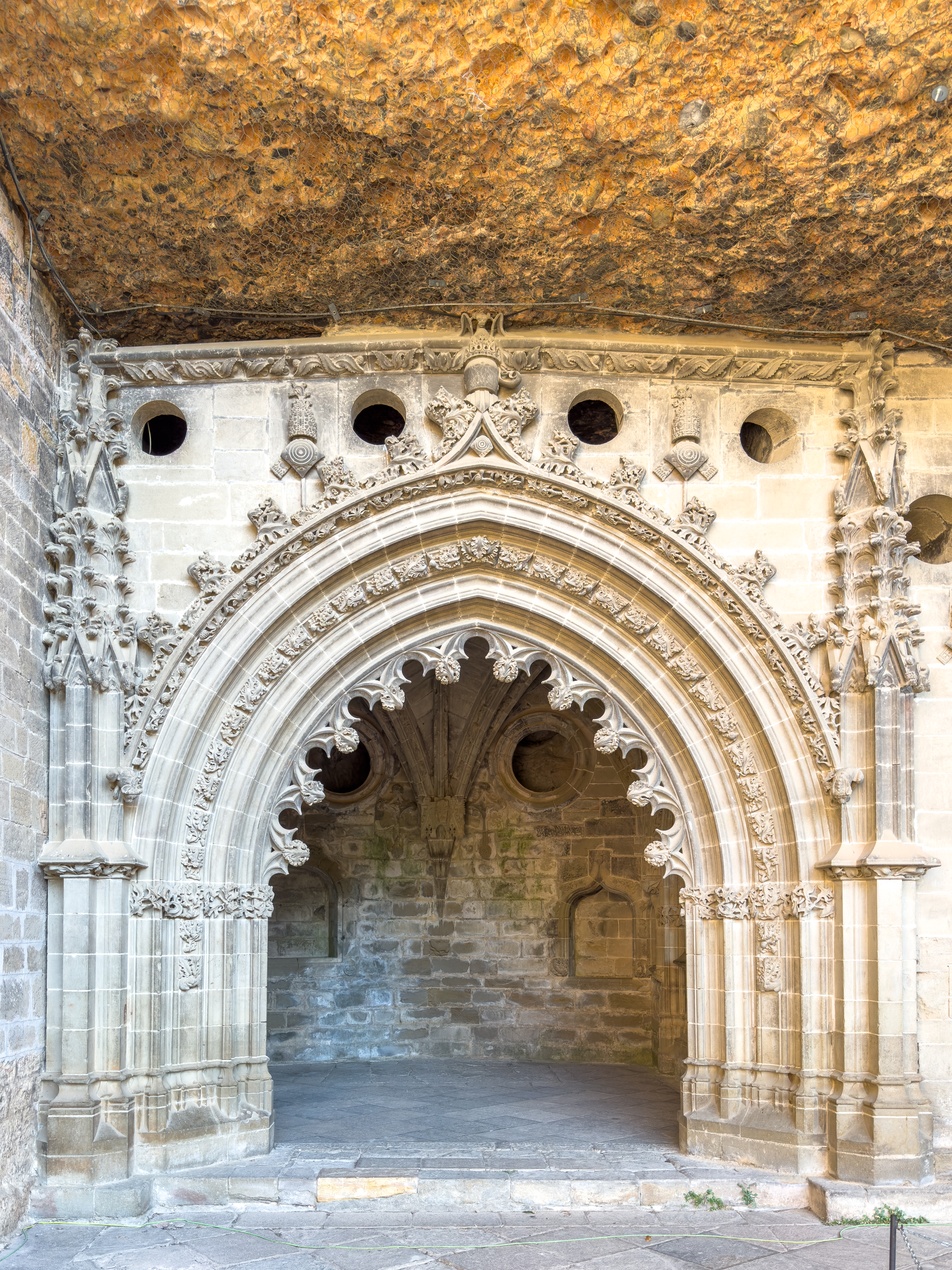
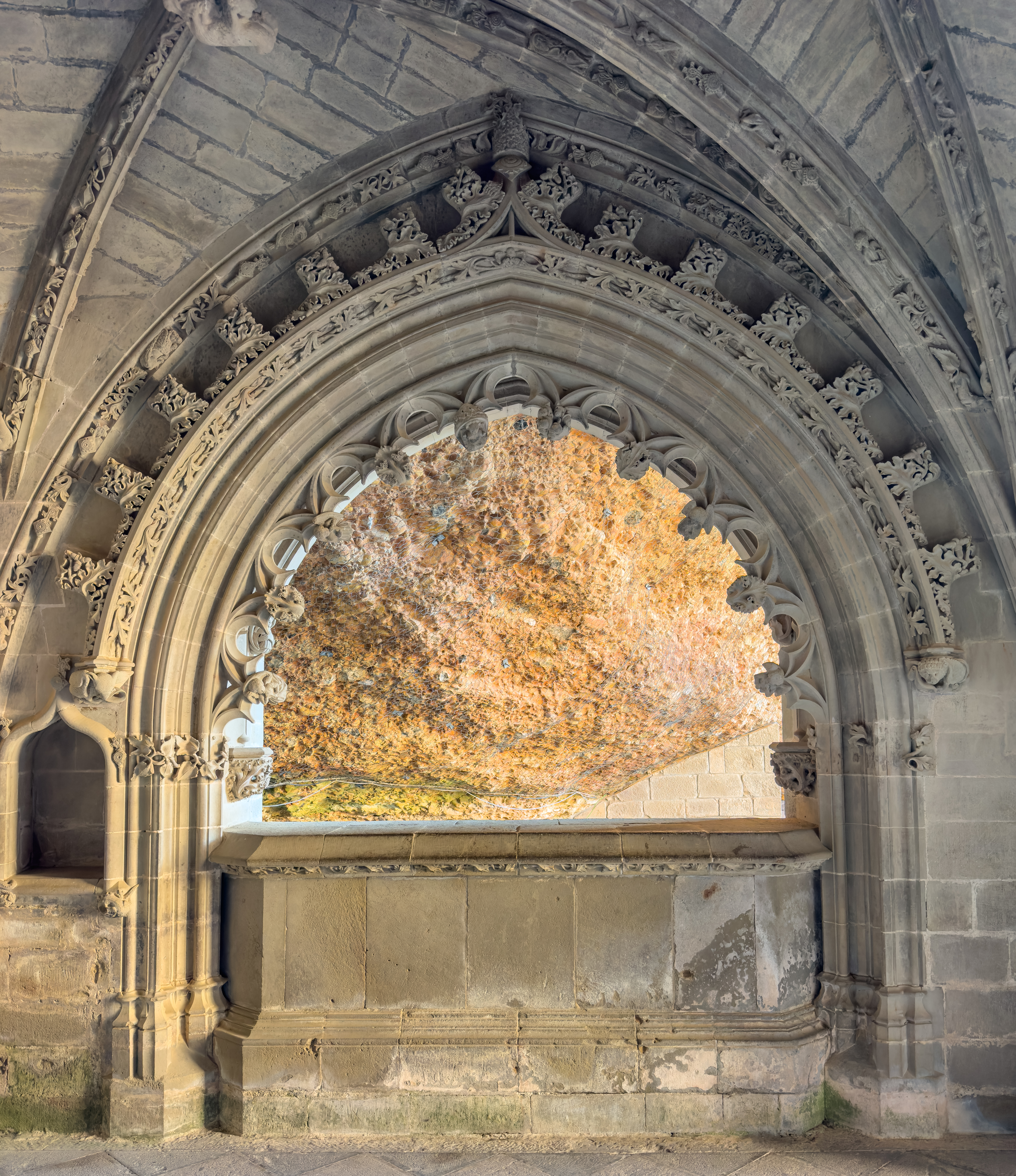
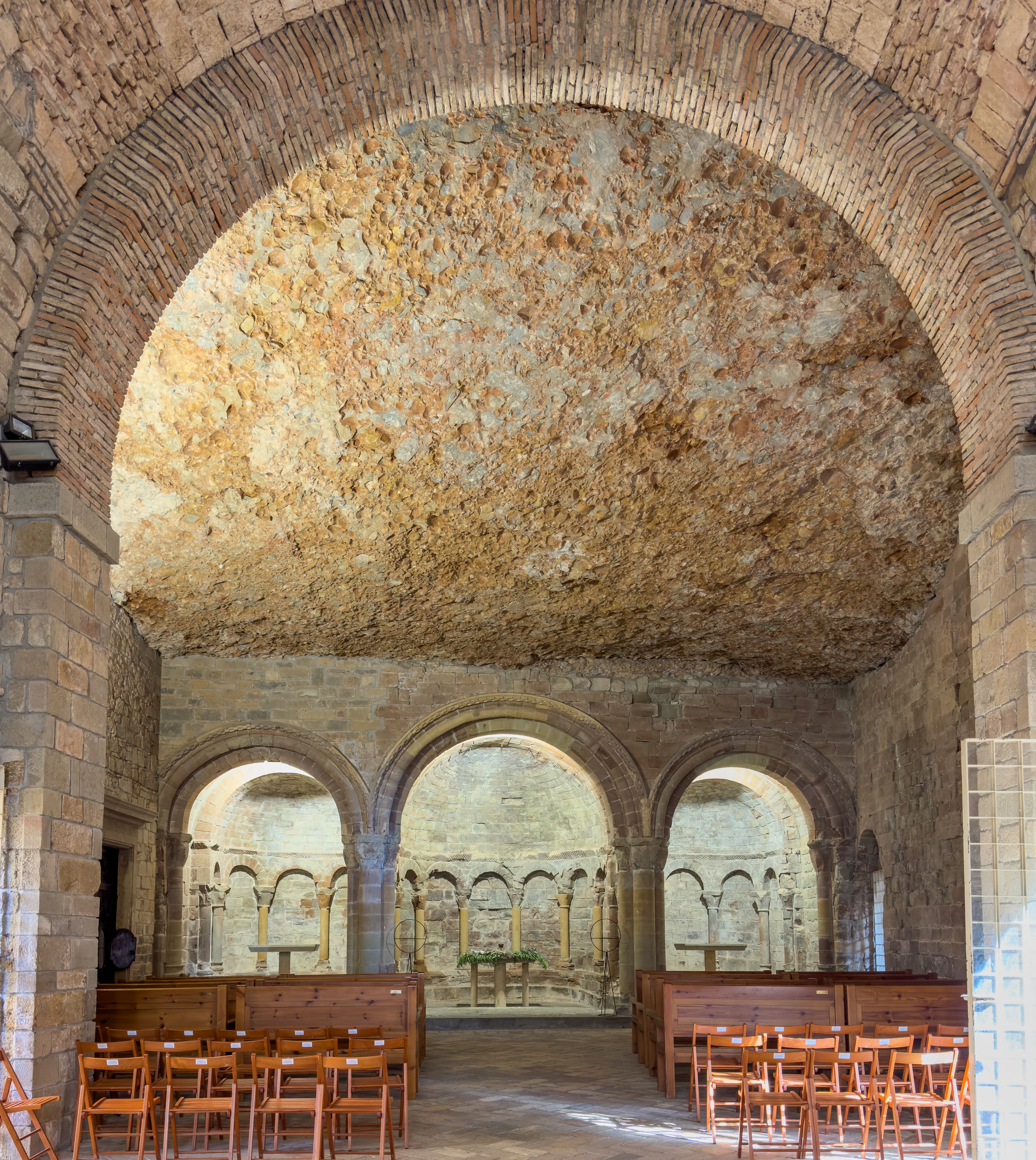
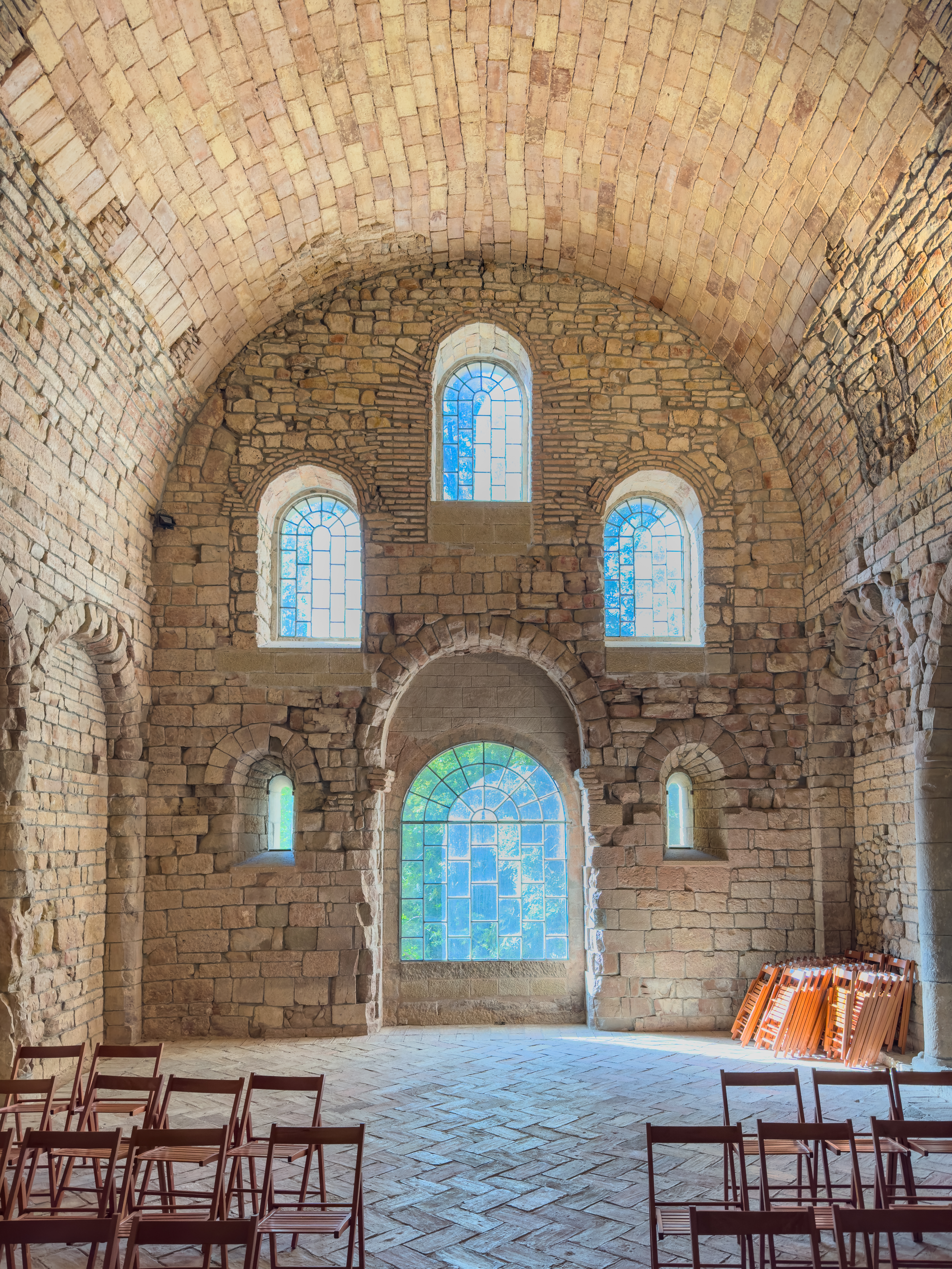
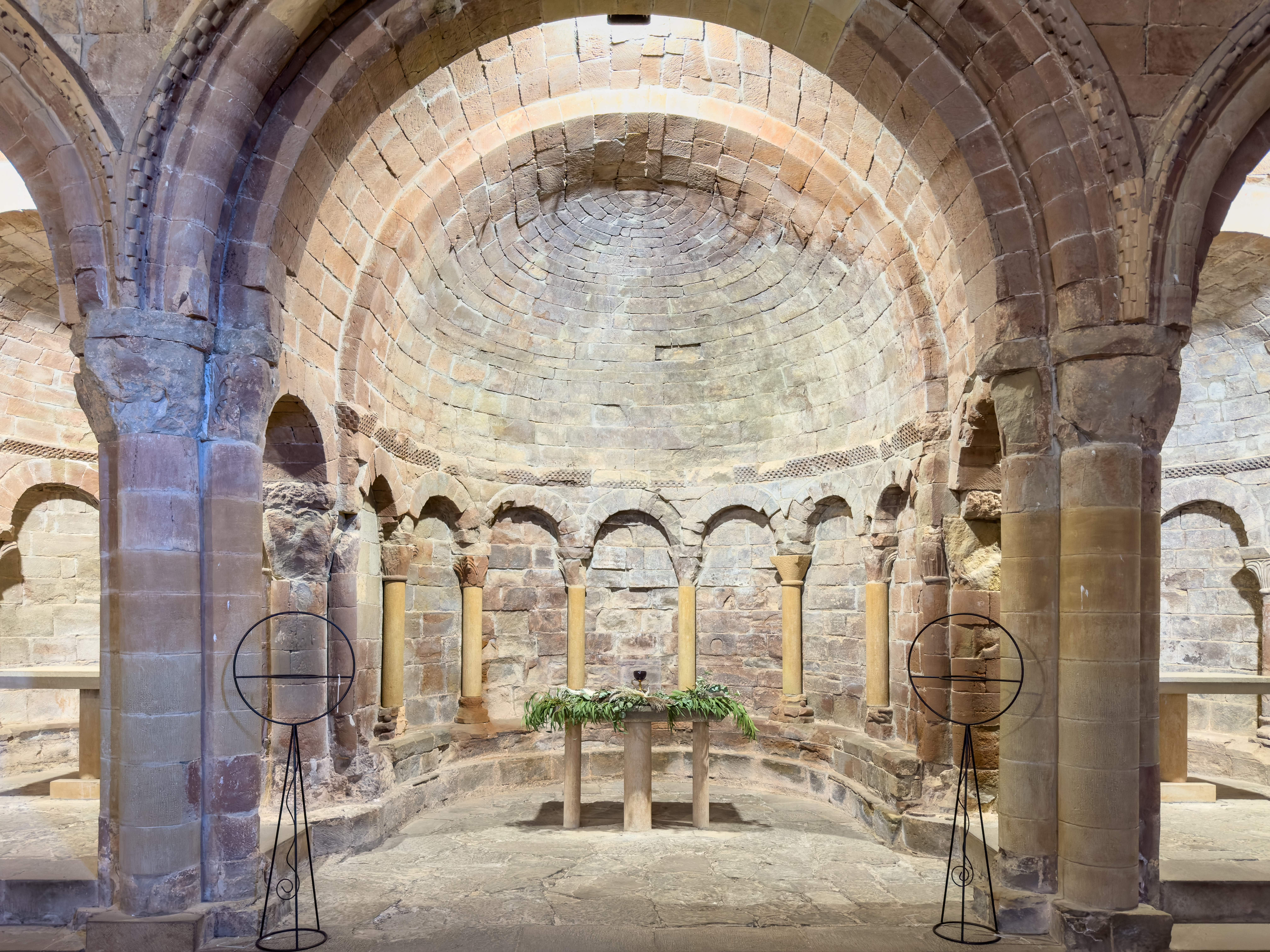
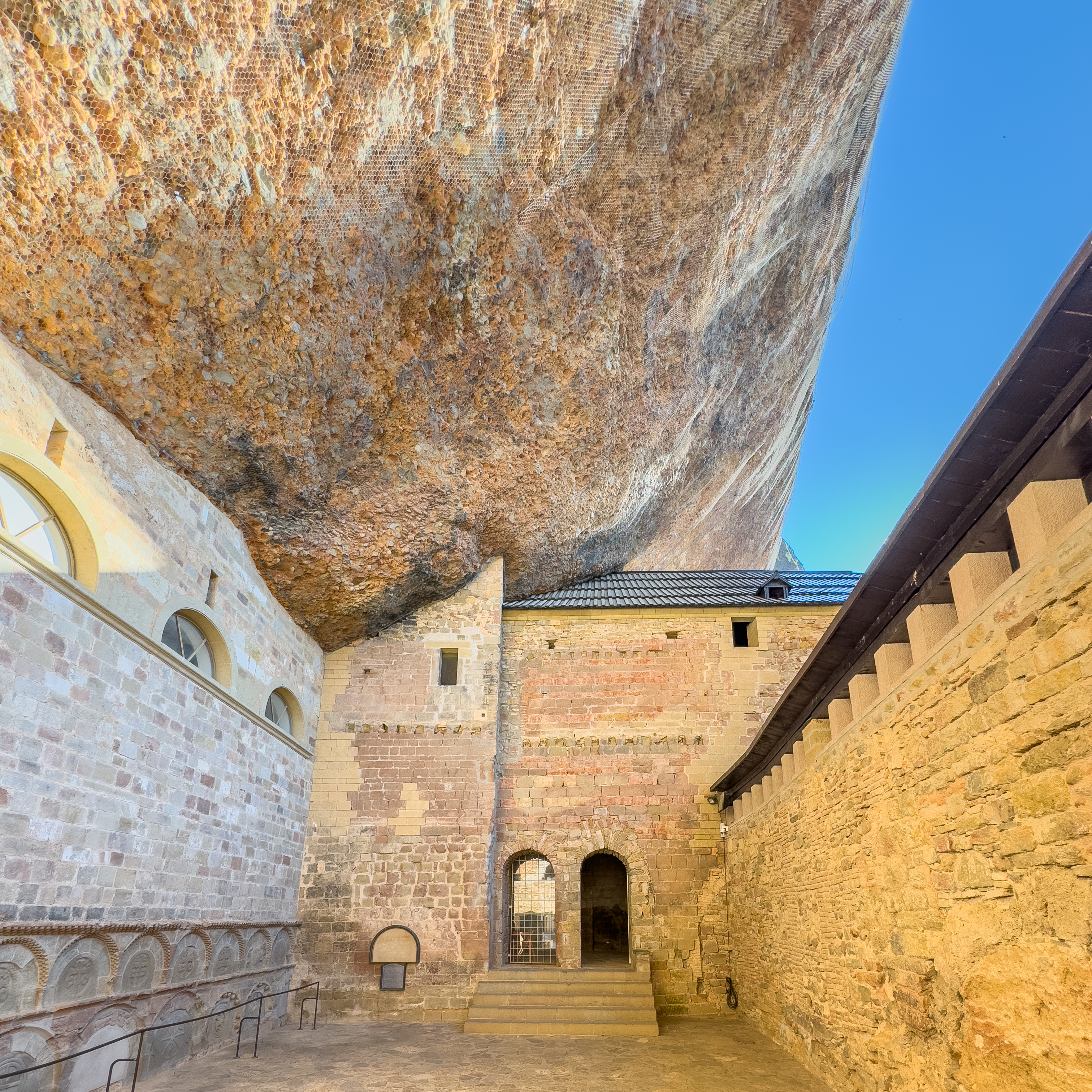
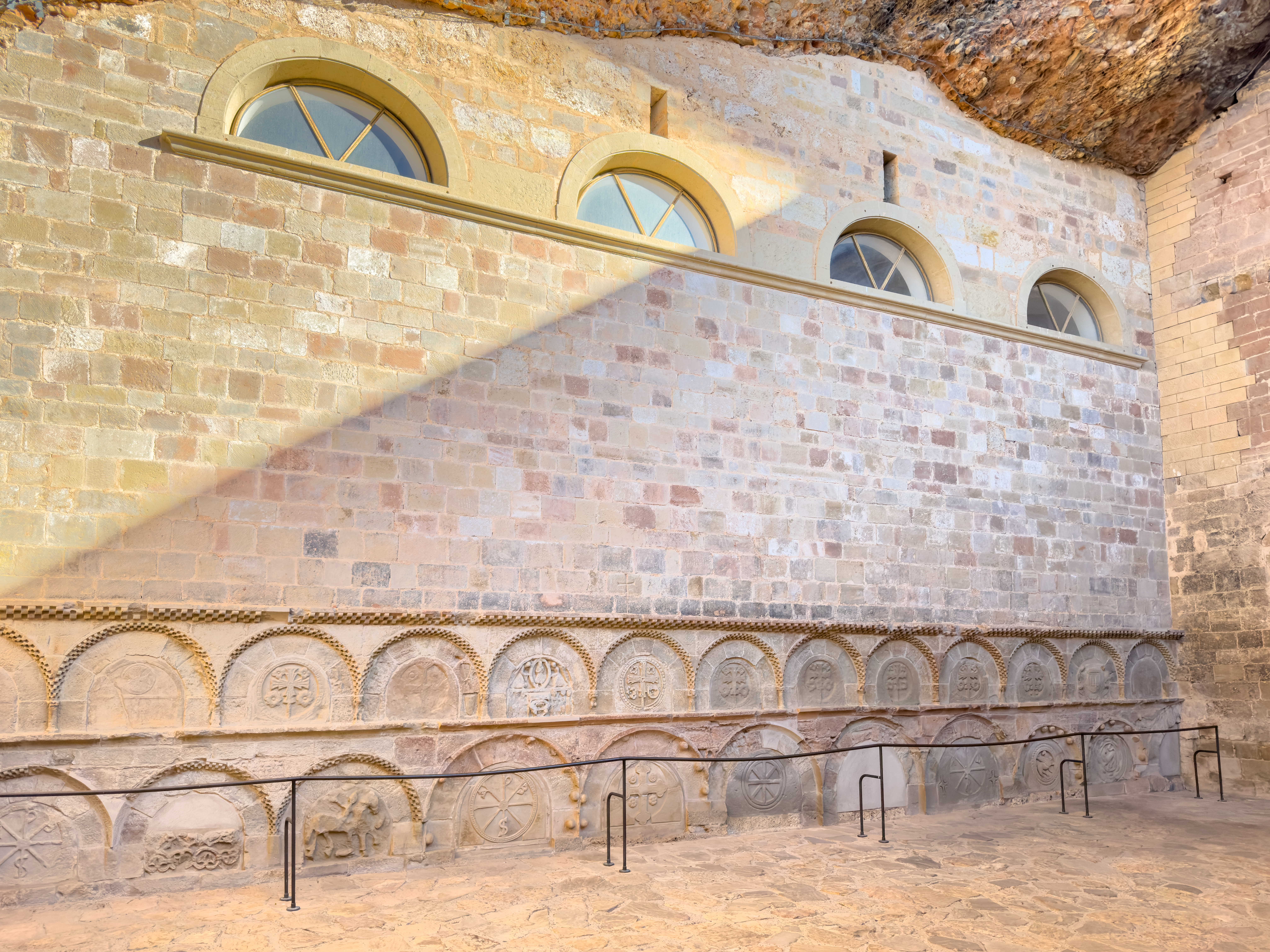
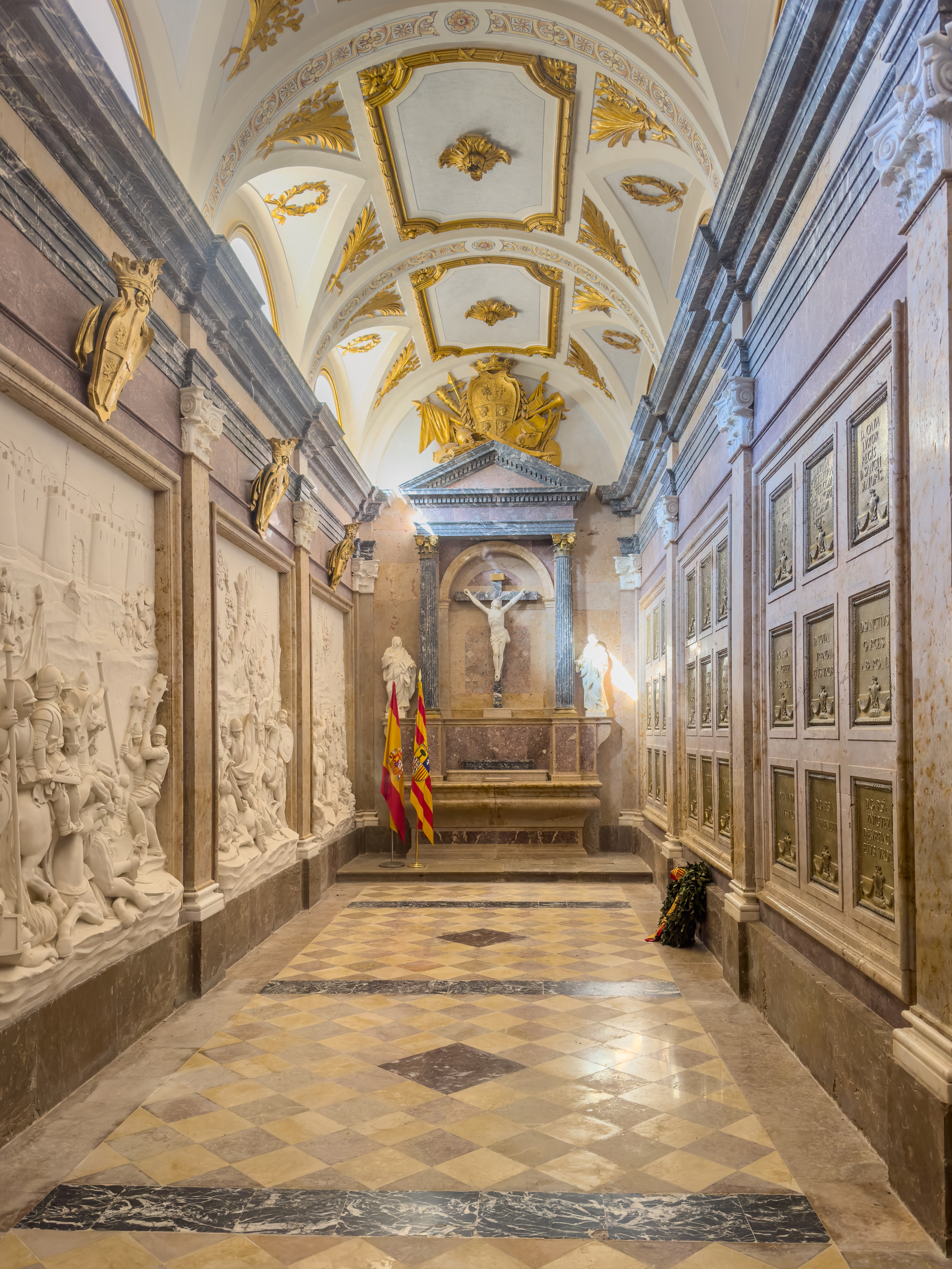
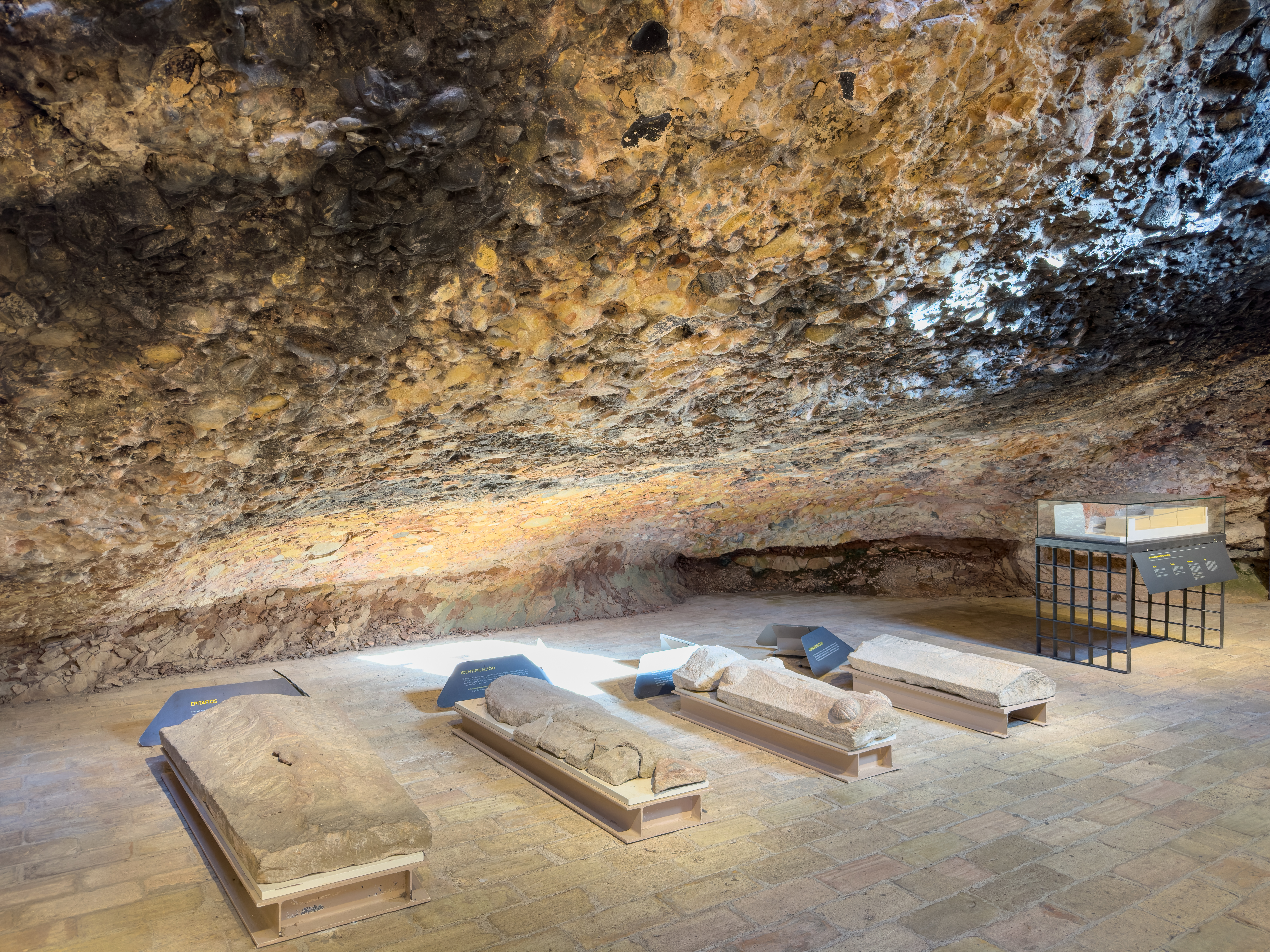